# Massimo Polidoro
Massimo Polidoro (nacido el 10 de marzo de 1969) es un psicólogo, escritor y periodista italiano, miembro del movimiento escéptico, y cofundador y director ejecutivo del Comité Italiano para la Investigación de Afirmaciones Pseudocientíficas (CICAP). Es autor de cincuenta libros.

## Juventud y comienzos
Durante su infancia, en la década de 1970, a Polidoro le fascinaban la magia y los supuestos fenómenos parapsicológicos. Cuando era adolescente, conoció, por medio de una serie de televisión y de un libro del periodista italiano Piero Angela, la actividad de James Randi, destacado ilusionista, escéptico e investigador de fenómenos parapsicológicos desde un punto de vista científico (al igual que Harry Houdini), y del Comité para la Investigación Escéptica (CSICOP).
Alrededor de 1986, Polidoro comenzó a escribirse con Randi y Angela, y juntos planearon la creación de una organización escéptica en Italia basada en el trabajo de CSICOP en los Estados Unidos. Fue invitado a conocer a Angela y Randi, y más tarde Angela lo invitó a una reunión en Roma en 1988. Después de pasar tres días con Polidoro en Roma, tanto Angela como Randi estuvieron de acuerdo en que Polidoro tenía el talento y la pasión necesarios para convertirse en aprendiz de Randi. Durante una cena en la casa de Angela, le preguntaron a Polidoro si estaba interesado en aprender a investigar misterios, propuesta que Polidoro aceptó con mucho gusto. Subvencionado por Angela, Polidoro partió hacia los Estados Unidos y se convirtió en el único aprendiz de Randi a tiempo completo en el arte de la investigación de fenómenos psíquicos y paranormales.
Después de varios años de ayudar a Randi en sus investigaciones, materiales escritos y conferencias, Polidoro regresó a Italia en 1990, donde fundó CICAP. Estudió psicología y se graduó de la Universidad de Padua con una tesis de maestría sobre los aspectos psicológicos del testimonio de los testigos presenciales no competentes en la investigación de fenómenos paranormales.

## CICAP y CSI

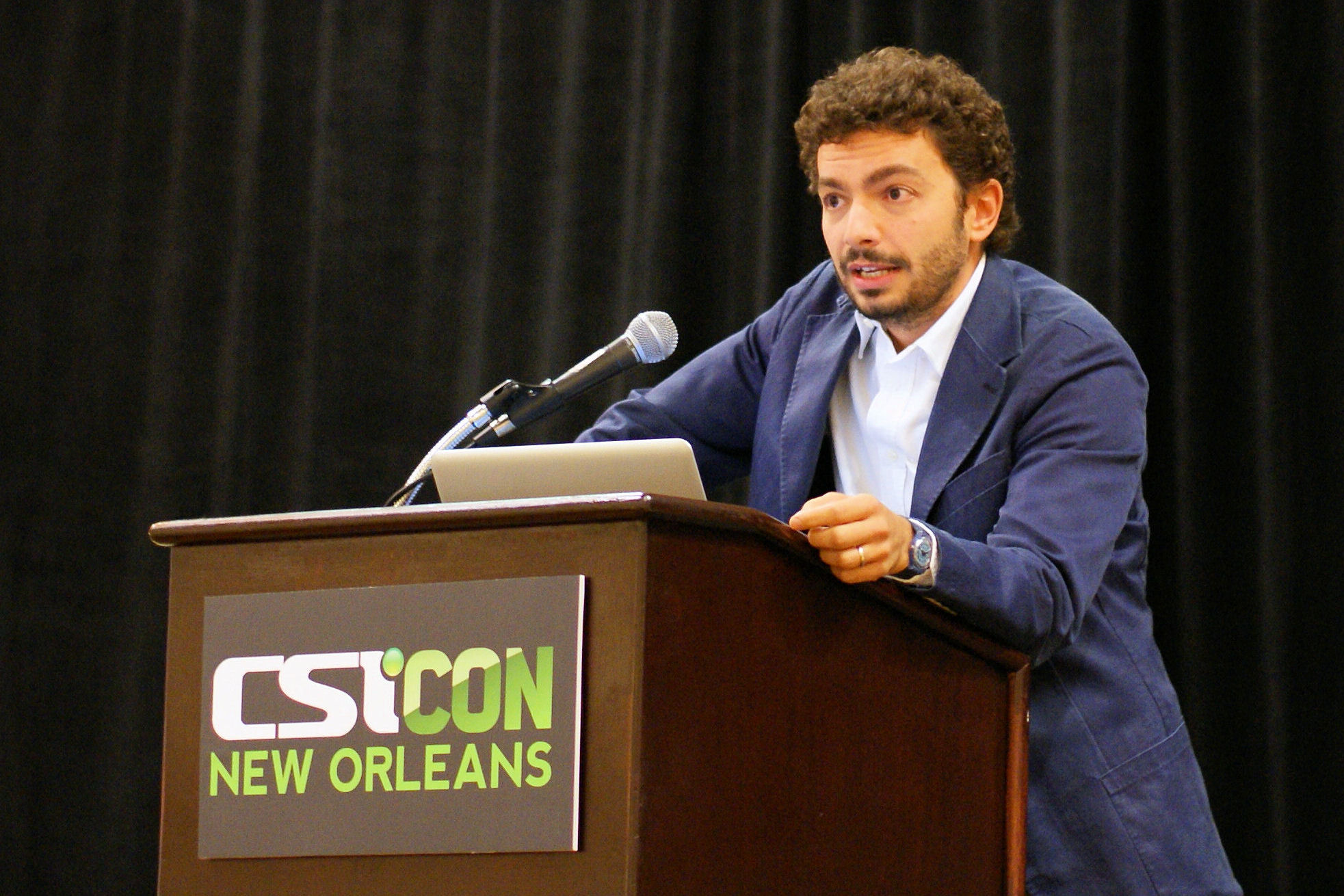
Massimo Polidoro participa en el panel «The Investigators» en CSICon 2011, en Nueva Orleans.

Polidoro es director ejecutivo del Comité Italiano para la Investigación de Afirmaciones Pseudocientíficas (Comitato Italiano per il Controllo delle Affermazioni sulle Pseudoscienze, CICAP), y fue editor de su revista, Scienza & Paranormale, desde el lanzamiento en 1993 hasta 2006. En 1996 se convirtió en el representante europeo de la Fundación Educativa James Randi. En 2001 se convirtió en miembro del Consejo Europeo de Organizaciones Escépticas (ECSO), y fue nominado como miembro investigador de CSICOP, el Comité para la Investigación Escéptica (anteriormente llamado Comité de Investigación de Afirmaciones Paranormales). Cuando Martin Gardner dejó de escribir su columna «Notes from a Fringe Watcher» en The Skeptical Inquirer, la revista de CSICOP, se ofreció a Polidoro que se hiciera cargo de ella, bajo el título «Notes on a Strange World».
Polidoro continúa investigando y poniendo a prueba a parapsicólogos, astrólogos, clarividentes, radiestesistas (o rabdomantes), médiums, profetas, detectives psíquicos, sanadores psíquicos, fotógrafos psíquicos, telépatas y muchos otros. Ha realizado investigaciones históricas sobre personalidades y casos famosos del pasado, que incluyen a Eusapia Paladino y a su héroe de la infancia, Harry Houdini. Sus investigaciones se recogen en sus libros, blogs, artículos, podcasts y series web.
En 2004, su pasión por la magia lo llevó a lanzar la revista Magia, dedicada al estudio de la historia, la ciencia y la psicología del ilusionismo, que aún dirige.
En 2005, comenzó a dictar un curso sobre Método científico, Pseudociencia y Psicología anormal, como docente de Psicología de la Universidad de Milán, en Bicocca.
Según Polidoro, «Albert Einstein dijo una vez que lo más bello que podemos experimentar es lo misterioso, que es la fuente de todo arte y ciencia. Y yo tengo la fortuna de haberme forjado una profesión a partir de mi pasión por lo misterioso».

## Televisión y medios
Polidoro ha sido presentador, invitado especial, autor o asesor de numerosos programas de televisión, tanto en Italia como en el extranjero. Su serie internacional más reciente, Legend detectives, dedicada a la investigación de leyendas europeas famosas, como Drácula, Robin Hood, el flautista de Hamelín, Rennes-le-Château, la sangre de San Jenaro y el Hombre de la Máscara de Hierro, se transmitió en Discovery Channel en el año 2005.
Entre 2006 y 2009 realizó un podcast en italiano, I Misteri di Massimo Polidoro, dedicado a las investigaciones de temas misteriosos realizados tanto por él como por los colaboradores del programa. El podcast se emitió durante tres años en una estación de radio suizo-italiana. No continúa en la actualidad, pero los episodios se encuentran en línea.
En 2014, Polidoro lanzó un nuevo podcast en italiano, L'esploratore dell'insolito, que trata sobre sucesos extraños o infrecuentes, enigmas históricos, crímenes no resueltos, y sobre métodos para la exploración e investigación de misterios.
En 2016 lanzó un nuevo podcast, Un caffè con Massimo, en el que comparte ideas y datos insólitos sobre libros, películas, documentales, música y más, relacionados con temas de ciencias, misterio, aventuras y lo insólito.
En 2018 inició una nueva serie en su canal de YouTube, titulada Strane Storie, en la que investiga misterios clásicos de forma científica. El 31 de octubre de ese año lanzó una versión en inglés de la serie bajo el nombre de Stranger Stories.

## Libros y artículos

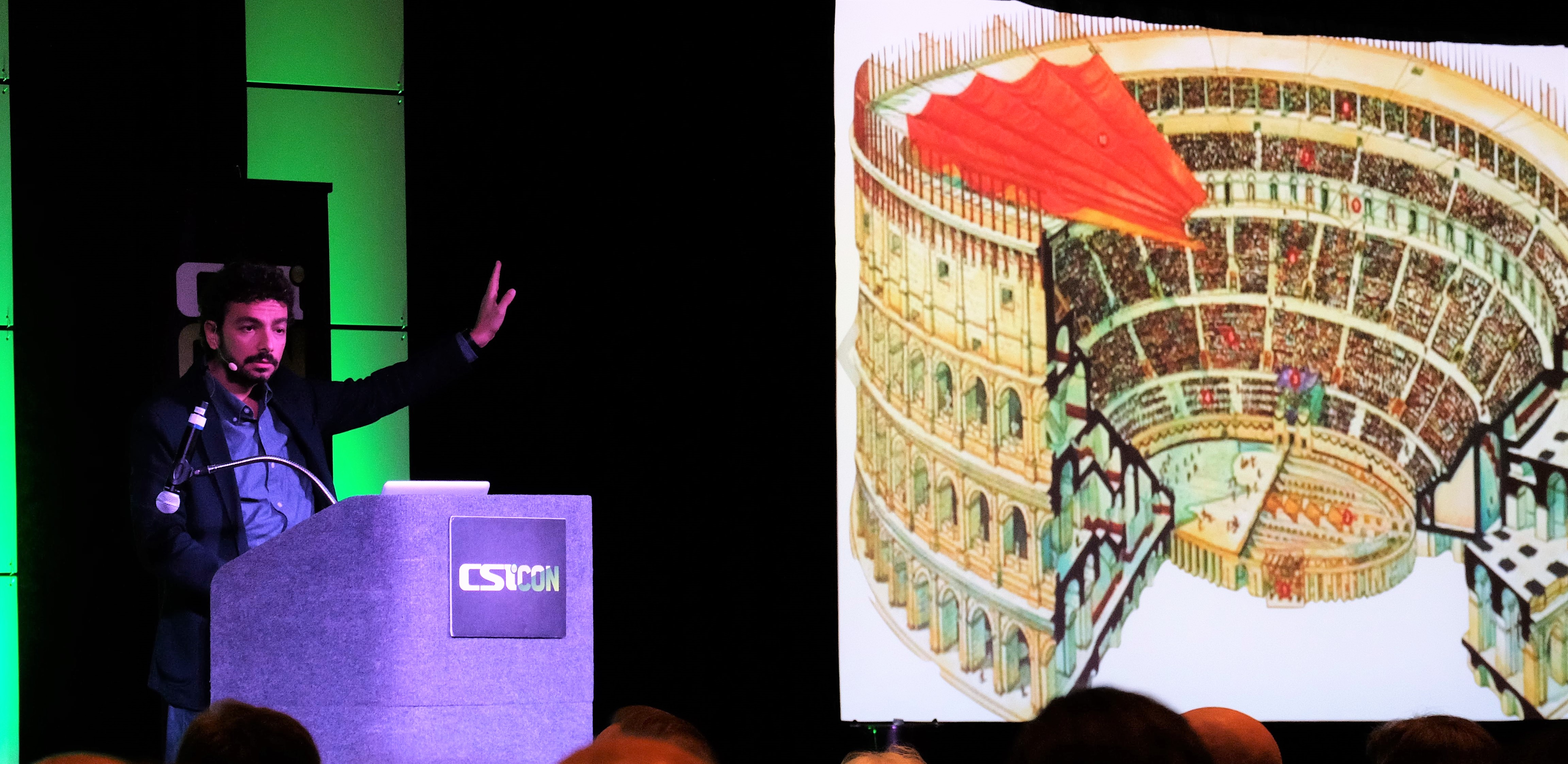
Massimo Polidoro presenta sus investigaciones sobre el Coliseo romano y su nuevo libro, L'avventura del Colosseo, en CSICon 2017.

Polidoro es autor de cincuenta libros en italiano e inglés, muchos de los cuales se han traducido a otros idiomas. Su obra comprende libros de no ficción, novelas históricas, novelas de ficción y libros para niños y adolescentes.
Los libros de Polidoro publicados en español son los siguientes:
- Los grandes misterios de la historia, Robinbook, 2007. Traducción: Mario Lamberti. (ISBN: 978-84-96746-08-4)
- Enigmas célebres: Casos que desafían a la ciencia y a la historia, Robinbook, 2010. (ISBN: 978-84-99170-25-1)
- Milán insólita y secreta, Michelin España Portugal, 2013. (ISBN: 978-23-61950-56-9)
- Enigmas y misterios de la historia, Planeta, 2014. Traducción: Lara Cortés Fernández. (ISBN: 978-84-98927-09-2)

## El proyecto de biografía de James Randi

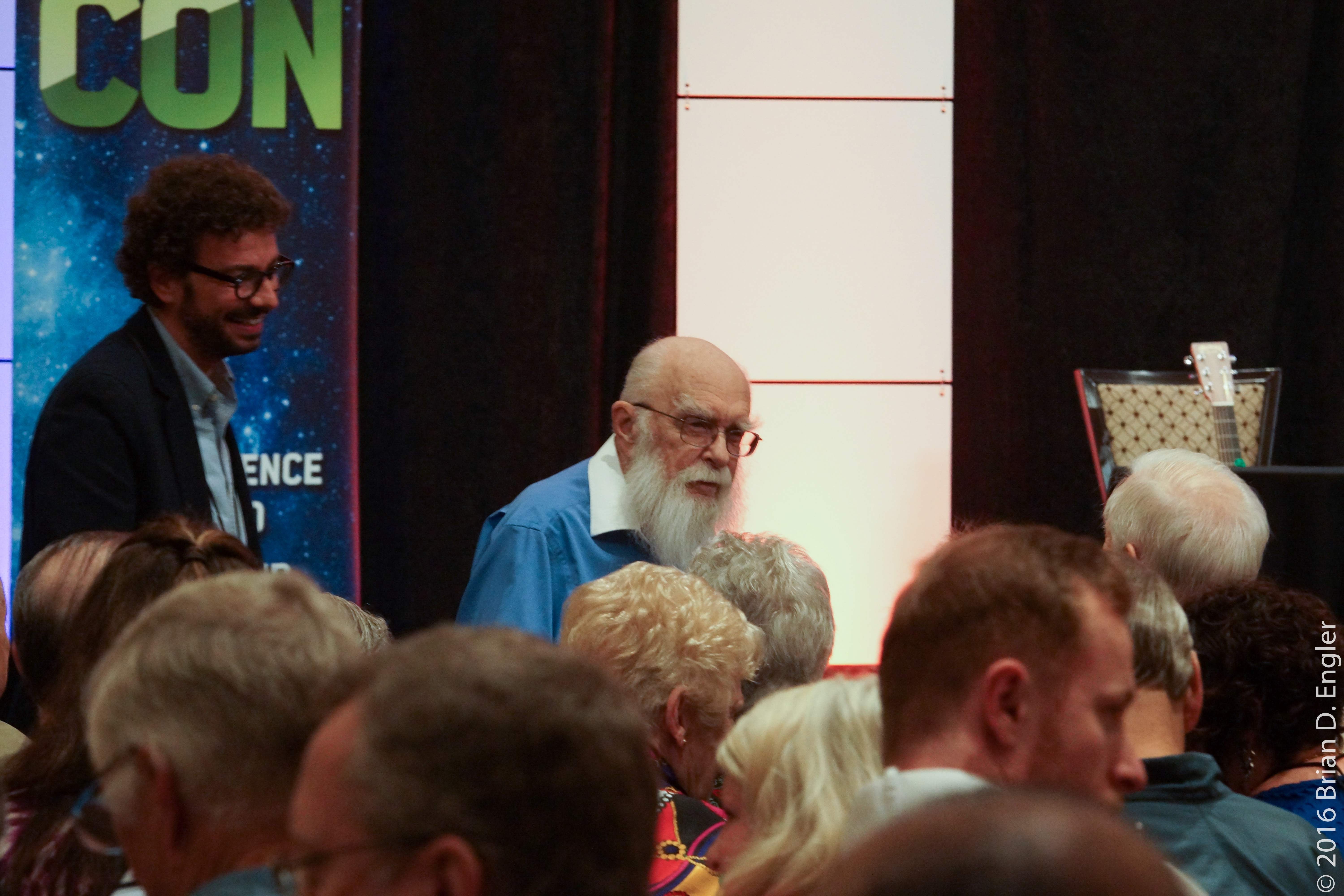
James Randi y Massimo Polidoro en CSICon 2016

En la conferencia sobre ciencia y escepticismo The Amaz!ng Meeting (TAM) 2014, Polidoro anunció que estaba en proceso de escribir una biografía de James Randi. La idea de escribir su biografía surgió de Penn Jillette, quien comenzó a entrevistar a Randi en 2005. Kim Scheinberg ayudó a Jillette con la investigación para el libro, que incluyó la búsqueda de artículos, documentos y recortes. Como resultado, reunieron cientos de horas de entrevistas y una gran cantidad de material, que cubre 60 años.
En 2010, le pidieron a Polidoro que escribiera la biografía sobre la base de los documentos reunidos por Jillette y Scheinberg y el material utilizado para el documental An Honest Liar. Dirigido dirigido por Justin Weinstein y Tyler Measom, el documental cuenta la historia de la vida profesional y personal de Randi. En una entrevista, Polidoro afirmó: «Una de las cosas más interesantes de investigar sobre la vida de Randi es que sus historias, cuando las cuenta él, ya son interesantes, porque son diferentes, pero muchas veces las historias originales son más interesantes, más sorprendentes. Así funciona la memoria».
Las últimas noticias sobre el avance del proyecto son de 2014, cuando Polidoro anunció que estaba en la búsqueda de una editorial para el libro.

## Otra información
Las experiencias de Polidoro como investigador de misterios y fenómenos paranormales sirvieron como inspiración para el personaje principal de una novela de Giacomo Gardumi, L'eredità di Bric. El personaje Mark Pollard, del cómic de Martin Mystere El gran Houdini Archivado el 10 de septiembre de 2018 en Wayback Machine., creado por Alfredo Castelli, también estuvo inspirado en Polidoro.